# Sentinel-3
Sentinel-3 — семейство спутников дистанционного зондирования Земли (ДЗЗ) Европейского космического агентства, созданное в рамках проекта GMES (Глобальный мониторинг в интересах охраны окружающей среды и безопасности) программы «Коперник» (англ. Copernicus). Предназначено для  оперативного, и в режиме близкому реальному времени, мониторинга океана, суши и ледяного покрова в течение 20 лет. 
Миссия Сентинел-3 представлена как созвездие из двух одинаковых полярных орбитальных спутников, смещенных на 180° относительно друг друга.

## Характеристики платформы
1. Безгироскопная платформа с трехосной стабилизацией, оснащенная тремя головками астродатчиков, четырьмя маховиками и системой магнитной разгрузки.
2. Геодезическое ориентирование и управление по каналу рыскания.
3. Восемь гидразиновых ракетных микродвигателей[5] с тягой 1 Н для выполнения маневров в (вне) плоскости и орбиты.
4. Точность определения параметров орбиты около 3 м в режиме реального времени по сигналам GPS на основе кальмановской фильтрации.
5. Электропитание: поворотная секция солнечных батарей площадью 10 м2 и мощностью 2,1 кВт с европейскими фотоэлементами на основе арсенида галлия с тройным переходом; литий-ионная аккумуляторная батарея емкостью 160 A·ч.
6. Автономный режим: штатное функционирование в автономном режиме в течение более 2-х недель обеспечивается за счет циклограммы положений и бортовых солнечных эфемерид.

## Каналы связи
1. Канал команд и управления (включая ВТИ) в S-диапазоне со скоростью 64 кбит/с (канал «Земля-борт») и 1 Мбит/с (канал «борт-Земля»).
2. Два канала «борт-Земля» в X-диапазоне со скоростью 280 Мбит/с каждый для передачи научных данных.
3. Твердотельное запоминающее устройство емкостью 384 ГБ.

## Полезная нагрузка
- наземный температурный радиометр (SLSTR)[6][7];
- спектрометр  для измерения цвета океана и земли (OLCI)[8]; инструмент OLCI был разработан частично для обеспечения непрерывности измерений, сделанных ранее с помощью видового спектрометра среднего разрешения (Imaging Spectometer — MERIS)[9], установленного на Envisat. OLCI — это видовой радиометр с точечной меткой с большим спектральным диапазоном и улучшенным соотношением сигнал/шум, среди других улучшений, по сравнению с MERIS. OLCI имеет 21 спектральный канал (спектральный диапазон: 400 до 1020 нм и шириной полосы захвата 1270 км;
- радиолокатор синтезированной апертуры (Synthetic Aperture Radar, SAR)[10][11];
- двухчастотный (Ku- и C-диапазон) радиолокационный высотомер (Synthetic Aperture Radar Altimeter — SRAL), обеспечивающий измерения с разрешением 300 м;
- СВЧ-радиометр (Microwave Radiometer — MWR)[12] двухчастотный (23,8 ГГц и 36,5 ГГц);
- комплект оборудования для точного измерения параметров орбиты, в т.ч. аппаратура глобальной навигационной спутниковой системы, аппаратура доплеровской орбитографической радионавигационной интегрированной спутниковой системы (DORIS), а также лазерный ретрорефлектор (LRR).